# Randonnée à vélo

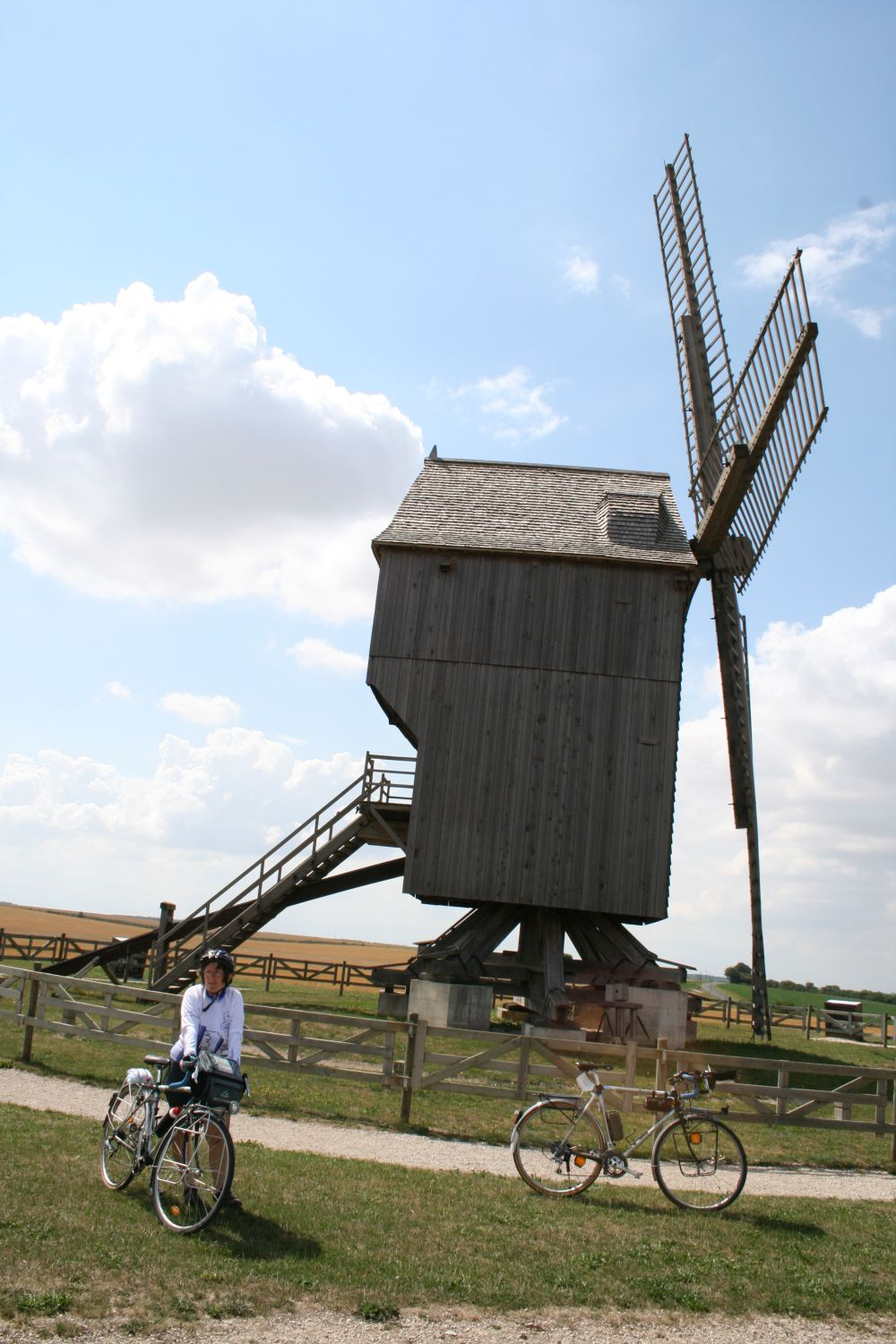
Une cyclotouriste en arrêt pendant une randonnée à vélo

La randonnée à vélo est une forme de cyclotourisme qui consiste à pratiquer la randonnée à bicyclette. 

## Descriptif
La randonnée à vélo n'est ni utilitaire (faire les courses, se déplacer, vélo en ville...) ni à but professionnel (aller au travail à vélo ou « vélotaf » ou utiliser son vélo pour le travail). C'est uniquement la pratique du vélo de loisirs pour une durée variable, de quelques heures (promenade) à plusieurs jours consécutifs (par exemple en vacances). Le voyage à vélo peut s'étendre sur plusieurs milliers de kilomètres à travers plusieurs pays ou continents en plusieurs mois voire quelques années. La randonnée à vélo se pratique, seul, en famille, en groupe d'amis ou dans une structure professionnelle, ou associative telle la FFCT, Cyclo-Camping International ou MDB.
La randonnée à vélo fait donc partie du cyclotourisme comme d'autres pratiques :
- balades à vélo (la forme basique du vélo de loisirs),
- en boucle ou en ligne (cyclotouriste occasionnel),
- longue distance ou grande randonnée (quelquefois appelé trekking même à vélo).
- voyage itinérant ou cyclo-camping (cyclo-campeur) ou bikepacking.

Le vélo de randonnée peut être un vélo de route, un VTT (vélo tout-terrain), un VTC (vélo tout chemin), un vélo assis ou un vélo couché, une bicyclette ou un tricycle (appelé trike par leurs utilisateurs).
La randonnée à vélo se pratique seul, en famille ou en groupe, dans une structure organisée (club de cyclistes ou de cyclotourisme mais aussi établissements de loisirs).
La randonnée à vélo se pratique sur chemin (VTT, VTC) ou sur route. Les randonneurs les moins aguerris ou en recherche de sécurité empruntent le réseau de voies vertes et véloroutes développé en France comme à l’étranger (réseau Eurovélo pour l’Europe).

## La randonnée à vélo en France
La randonnée à vélo date du vélocipède puisque les frères Olivier ont réalisé le premier voyage à vélo en août 1865,. 2015 a vu la reconstitution de ce voyage à vélo en tenue d'époque avec des vélocipèdes extraits des collections des participants. 
Le voyage à vélo est une "extension" de la randonnée à vélo puisqu'il s'étend sur plusieurs journées consécutives. Quant au vélo-tourisme, il est l'expression d'un « groupement de professionnels et de collectivités territoriales soutenus par l'État pour promouvoir le tourisme à vélo en France » et est donc directement lié à l'économie touristique à vélo.
23 à 25 millions de Français de quatre ans et plus - soit 40 % de la population déclarent avoir une pratique régulière du vélo,,." alors qu'il y a seulement 580 000 affiliés à une fédération. 30 à 36 % déclarent utiliser le vélo comme moyen de déplacement. Si 17 millions ont une pratique utilitaire (dont 3 millions quotidiennement), plus de 20 millions ont une « pratique de loisirs et d'excursions ». Ils pratiquent donc la randonnée à vélo.

## La randonnée à vélo dans le monde
La randonnée à vélo est pratiquée dans le monde entier : des pays nordiques à l'Afrique comme en Chine ou en Amérique (États-Unis, Canada, Amérique du Sud). Les agences de tourisme exploitent commercialement cette pratique et proposent des séjours avec des excursions. Des cyclotouristes de plus en plus nombreux affichent sur leurs blogs des comptes rendus de découverte à vélo qui peuvent servir de base à de préparation. Si Amsterdam ou la Chine sont connus pour leur grande utilisation du vélo au quotidien, les excursions à vélo sont de nos jours possibles dans quasiment la plupart des pays. Le nombre de pratiquants est très variable et ce n'est qu'en Europe qu'existe des études assez précises sur le vélo de loisirs[réf. souhaitée].